# The Broad
The Broad è un museo d'arte di Los Angeles, in California, negli Stati Uniti d'America.

## Storia
The Broad venne costruito a fianco della Walt Disney Concert Hall, nella Grand Avenue, nel distretto di Downtown, a Los Angeles. Fu inaugurato il 20 settembre 2015. La struttura costò 140 milioni di dollari ai suoi fondatori, ovvero i coniugi Eli e Edythe Broad, dai quali il museo prende il nome. The Broad conserva circa 2.000 opere d'arte di 200 artisti, tra i quali Cindy Sherman, Jeff Koons, Ed Ruscha, Roy Lichtenstein e Andy Warhol.